# 全上古三代秦漢三國六朝文
《全上古三代秦汉三国六朝文》，中國唐代以前文章總集，嚴可均（1762年—1843年）编，共七百四十六卷。

## 概覽
清代嘉庆年间开“全唐文馆”，嚴可均未獲邀請，心有不甘，於是取材明代梅鼎祚的《文紀》及張溥的《漢魏六朝百三家集》，历时27年编成，“广搜三分书，与夫收藏家秘笈金石文字，远而九译，旁及释道鬼神。起上古迄隋，鸿裁巨制，片语单辞，罔弗综录，省并复叠，联类畸零”，又对石碑版、杂记、类书、笔记、古注、经疏等文献进行檢校，具有极其重要的学术价值。
原稿156册，计741卷，分代編次為15集：《全上古三代文》、《全秦文》、《全漢文》、《全后漢文》、《全三國文》、《全晉文》、《全宋文》、《全齊文》、《全梁文》、《全陳文》、《全后魏文》、《全北齊文》、《全后周文》、《全隋文》，朝代不明的文章则别为《先唐文》一集。
作者搜罗广泛，從类书、别集、总集、史书，到金石拓片等，莫不广搜博采，共收錄作者3497人，分帝、后、宗室诸王、群雄、诸臣、宦官、列女、阙名、外国、释氏、仙道、鬼神等，每人附有小傳，舉凡鸿篇巨制，佚文断句，都加辑录，是迄今为止收录唐以前文章最全的一部，並與官修的《全唐文》相接。而三国、魏晋、南北朝时期占2417人，共565卷，較之《汉魏六朝百三家集》更为丰富完善。严氏自序称：“唐以前文，咸萃于此”。

## 缺點
此書亦有不少錯誤與重複之處。钱锺书在《管锥编》第四册即指出：“李崇《请减佛寺功材以修学校表》。按《全北齐文》卷二杨情《奏请置学及修立明堂》，卷三邢邵《奏立明堂太学》与此文全同，惟无末‘诚知佛理渊妙’云云三十七字，是一文具三主名而三见，严氏末无按语，杨、邢之奏载《北齐书·邢邵传》，钱大昕《廿二史考异》卷三十九谓：‘此奏实出于崇，与杨情、魏收、邢邵诸人初不相涉。”。王利器有《试论严可均辑〈全上古三代秦汉三国六朝文〉的失误》，列举二十六项失誤。

### 誤植
例如《全三國文》卷五十六引《太平御覽》，有〈疏勒王致魏文帝书〉佚文：“金胡饼欧登于明堂，周鼎潜乎深泉”，嚴氏稱此文义不可通，今查原文：“西城记曰：疏勒王致魏文帝金胡饼二枚，银胡饼二枚”，此為嚴氏漏抄且錯抄之誤。《全陈文》卷十七录〈杨辇著奏流拘那罗陀〉一文，把“杨辇”两字作为人名，并注云“辇未详”，今查《续高僧传·拘那罗陀传》：“会杨辇硕望，恐夺时荣……”，杨辇是指建业，非人名。《全后汉文》卷四十二，应瑒奕势中有“寇动北叠，备在南尾”二句，後面的正文中又见“寇动北叠，备在南麾”二语。《全晋文》卷一百十九〈晋桓玄答会稽王道子笺〉文中，將《晋书》的“虽逼嫌谤”和《太平御览》的“逼于同异”两处文字合成“虽逼于同异嫌谤”之句。

### 重出
《全梁文》卷七十三，有释慧皎的〈高僧传序〉和〈高僧传序录〉两文，是同一篇文章，文字完全相同。《全梁文》卷七十四释法云的〈上昭明太子启请开讲〉和〈与王公朝贵书〉两文，亦同時被收入。《全後魏文》卷五十四慕容绍宗有〈檄梁文〉，《北齐文》卷五杜弼也有〈檄梁文〉，内容都一樣。《全晉文》據《藝文類聚》收〈怀香賦序〉，又據《太平御覽》收〈《槐香賦》并序〉于嵇含文中，二序實為一篇。

### 漏收
本書亦有漏收之文。如《全晋文》不见谢鲲之文，《全三国文》未收《列子·天瑞篇》注引〈何晏道论〉之文，蒙恬的〈临死谏二世书〉和蒙毅的〈狱中对御史曲宫〉亦未收入《全先秦文》。《广弘明集》中有〈齐虞义庐山景法师行状〉一文亦未收。《全北齐文》亦漏收《广弘明集》卷二十四樊孝谦〈答沙汰释李诏表〉一文。

### 误考
本書還有殘篇拼接錯誤與張冠李戴之嫌。《全北齐文》卷二“武成帝高湛文”中有《养生论》。此篇属误收，本篇作者是高湛但並非武成帝。《全后周文》卷七“王褒文”有〈服要记序〉，此文作者是王肅，据《北堂书钞》卷八十应辑入《全三国文》。《全北齐文》“释氏类”有惠可〈命笔回示向居士〉文，但慧可卒于开皇十三年，應收入《全隋文》中。《全后周文》卷四“宇文绎文”有宇文绎〈奏谏度僧法藏〉，本文作者應为唐怡、元行恭。《全北齐文》“高延宗文”收安德王商延宗〈与任城王湝启〉，今查《资治通鉴》卷一百七十二亦收录本文，明言高延宗“遣使修启”，故本文作者是刘子昂。

## 刊行
该书编成之后，因卷帐浩繁，又有不少謬誤，一直未能刊行。清人蒋壑编有本书篇名目录一〇三卷，并抄录每篇出处，還編有作者索引，又正式将书名改为《全上古三代秦汉三国晋南北朝文》。張之洞主持粵政，設广雅书局，命王毓藻主持刊刻事誼，经过八年八次校雠，光绪十八年（1893年）初刊于廣州。1929年丁福保影印出版。1958年中华书局据广雅书局本影印出版4册，并附《全上古三代秦汉三国六朝文篇名目录及作者索引》。錢鍾書的《管锥编》第三、四冊專論《全上古三代秦汉三国六朝文》共277则。

## 補遺
近人韓理洲（西北大学国际唐代文化研究中心主任）等依據嚴氏匯集時失收的內容，嚴氏死後在海外發現的古籍善本，以及21世紀初以前在中國各地出土的碑刻墓誌、碑文、造像記、雜著等，收錄整理成《全三國兩晉南朝文補遺》、《全北魏東魏西魏文補遺》、《全北齊北周文補遺》、《全隋文補遺》，前者收錄三國兩晉南朝文962篇，作者96人，中前者輯錄北朝1362篇，作者289人，中後者輯錄北朝北齊、北周文939篇，後者輯錄嚴氏未收之隋朝散文750篇，另有存目無文118篇。
2015年5月，由趙逵夫（西北师范大学文学院教授）為首申報的國家社科基金重大項目「《全先秦漢魏晉南北朝文》編纂整理與研究」獲准立項，編纂整理與研究分為七項：《全先秦文》、《全西漢文》、《全東漢文》、《全三國文》、《全晉文》、《全南朝文》、《全北朝文》。